# Station Hirakata-koen
Station Hirakata-kōen (枚方公園駅, Hirakata-kōen-eki) is een spoorwegstation in de Japanse stad Hirakata. Het wordt aangedaan door de Keihan-lijn. Het station heeft twee sporen, gelegen aan twee zijperrons. Het station is vernoemd naar het nabijgelegen pretpark Hirakata Park.

## Treindienst

#### Keihan-lijn
| 1 | ■ Keihan-lijn | richting Hirakatashi, Chūshojima, Sanjō en Demachiyanagi    |
| 2 | ■ Keihan-lijn | richting Moriguchishi, Kyōbashi, Yodoyabashi en Nakanoshima |

## Geschiedenis
Het station werd geopend in 1910 onder de naam Hirakata. Sinds 1949 draagt het station de huidige naam.

## Overig openbaar vervoer
Bussen van Keihan.

## Stationsomgeving
- Yodogawa-park
- Hirakata Park
- Autoweg 170
- FamilyMart
- Lawson